# ハウィー・ウェインバーグ
ハウィー・ウェインバーグ (Howie Weinberg) は、アメリカ合衆国のマスタリング・エンジニア。これまで数々のバンドのマスタリングで実績がある。

## 経歴
1977年からニューヨークのマスターディスクに所属しており、ハービー・ハンコックのアルバム『フューチャー・ショック』（グラミー賞受賞シングル「ロックイット」含む）や、ラモーンズの『ブレイン・ドレイン』、マテリアルの『メモリー・サーヴス』、バケットヘッドのデビュー・アルバム『バケットヘッドランド』などといった、ビル・ラズウェル関連作品のマスタリングを手がけている。そのほか、マスタリングを手がけた特筆すべき作品にビースティ・ボーイズの『ライセンスト・トゥ・イル』 や、マルチ・プラチナとなったニルヴァーナの『ネヴァーマインド』などを挙げることができる。
アンディ・ウォレスが『ネヴァーマインド』のミックスを終えるやいなや、マスター・テープはハウィー・ウェインバーグが待つニューヨークのマスターディスク・スタジオに送られた。「自分はクリエイティブな制作プロセスにおけるゴールテンダーの立場なんだ」「プレスする前に、その作品をより良くできる最後の砦」と、ハウィー・ウェインバーグはニューヨークのマスターディスク・スタジオで自身について語る。制作当時『ネヴァーマインド』に関わっていた重要人物（特にバンド自体）がまだメジャーでは無名だったころ、ウェインバーグはすでに現代ロックシーンで数々の作品のマスタリングを手がけたことでその名を知られたベテラン・エンジニアであった。
ウェインバーグはトム・ウェイツやマーズ・ヴォルタ、スプーン、パブリック・エナミー、ラムシュタイン、エアロスミス、ザ・ホワイト・ストライプスなどとも仕事をしている。パンテラのダイムバッグ・ダレルは以下のように語る。
「マスタリングでは全てのコンプレッションやイコライジングがかかる事を前提とした魔法のミックスを見つけ出す必要があるんだ。俺たちはハウィー・ウェインバーグと仕事をしたけど、彼は最高のマザー・ファッカーだよ」
2009年のSXSWにパネリストとして登場した。

## 栄誉
1997年にミックス・ファンデーションの「TEC Award (Technical Excellence & Creativity Awards)」でマスタリング・エンジニア部門にノミネートされ、2003年にシェリル・クロウの「ソーク・アップ・ザ・サン」でベスト・トラック賞、同じくシェリル・クロウの「カモン・カモン」でベスト・レコード賞を受賞した。2006年にもゴリラズの「フィール・グッド・インク」でベスト・トラック賞を受賞している。

## 私生活
1999年7月、コロムビア・レコードのA&Rディレクターであるレイチェル・フェルダーと結婚した。